# O.J. McDuffie
Otis James McDuffie (Marion, 2 dicembre 1969) è un ex giocatore di football americano statunitense che ha giocato nel ruolo di wide receiver nella National Football League. Fu scelto come 25º assoluto nel Draft NFL 1993 dai Miami Dolphins. Al college ha giocato a football alla Pennsylvania State University.

## Carriera professionistica
McDuffie fu scelto nel primo giro del Draft 1993 dai Miami Dolphins. Giocò come punt returner e wide receiver di riserva prima di essere promosso nel ruolo di titolare, divenendo il ricevitore preferito di Dan Marino. Le sue 415 ricezioni in carriera lo pongono al quarto posto nella storia dei Dolphins. Nel 1998, McDuffie guidò la NFL con 90 passaggi ricevuti, l'unico giocatore nella storia della franchigia. Ad eccezione di Mark Clayton e Mark Duper, McDuffie ricevette più passaggi da Marino di qualsiasi altro giocatore dei Dolphins, con cui giocò per tutta la carriera.

## Palmarès
- Dolphins Walk of Fame (classe del 2013)

## Statistiche
| Ricezioni     | 415   |
| Yard ricevute | 5 074 |
| Touchdown     | 29    |